# Campeonato de Fútbol Femenino de Primera División B 2024 (Argentina)
Los nuevos participantes fueron los cuatro equipos descendidos de la Primera División A 2023: por un lado, El Porvenir y Lanús, que volvieron después de sus últimas participaciones en la temporada 2016 y 2017-18 respectivamente; y por el otro, Defensores de Belgrano y Estudiantes de La Plata, que participaron por primera vez en la categoría. A su vez, se agregaron los dos ascendidos de la tercera categoría: el campeón de la Primera División C 2023, Unión, de la localidad de Santa Fe, y el ganador del torneo reducido por el segundo ascenso, Atlético de Rafaela, de la localidad de Rafaela, ambos equipos también debutantes en la categoría.
Hubo dos ascensos a la Primera División A y tres descensos a la Primera División C.

## Ascensos y descensos

### Equipos salientes
| Pos.            | Equipos descendidos de la Primera División B 2023 |
| --------------- | ------------------------------------------------- |
| 8.º Fase perm.  | Puerto Nuevo                                      |
| 9.º Fase perm.  | Claypole                                          |
| 10.º Fase perm. | Atlas                                             |
| Retirado        | Argentino de Quilmes                              |
| Retirado        | Argentino de Rosario                              |

| Cond.     | Equipos ascendidos a la Primera División A 2024 |
| --------- | ----------------------------------------------- |
| Campeón   | San Luis FC                                     |
| Gan. red. | Newell's Old Boys                               |

### Equipos entrantes
| Torneo    | Equipos ascendidos desde la Primera División C 2023 |
| --------- | --------------------------------------------------- |
| Campeón   | Unión                                               |
| Gan. red. | Atlético de Rafaela                                 |

| Pos.      | Equipos descendidos de la Primera División A 2023 |
| --------- | ------------------------------------------------- |
| 17.º Gen. | El Porvenir                                       |
| 18.º Gen. | Estudiantes de La Plata                           |
| 19.º Gen. | Lanús                                             |
| 20.º Gen. | Defensores de Belgrano                            |

## Equipos participantes
| Equipo                             | Localización        | Recinto(s)             | Cap.   |
| ---------------------------------- | ------------------- | ---------------------- | ------ |
| All Boys                           | Buenos Aires        | Islas Malvinas         | 21 500 |
| Argentinos Juniors                 | Buenos Aires        | Diego Armando Maradona | 26 000 |
| Atlanta                            | Buenos Aires        | Don León Kolbowsky     | 18 000 |
| Atlético de Rafaela                | Rafaela             | Nuevo Monumental       | 20 660 |
| Camioneros                         | Nueve de Abril      | Hugo Moyano            | 5 000  |
| Comunicaciones                     | Buenos Aires        | Alfredo Ramos          | 3 500  |
| Defensa y Justicia                 | Gobernador Costa    | Norberto Tomaghello    | 20 000 |
| Defensores de Belgrano             | Buenos Aires        | Juan Pasquale          | 9 000  |
| Deportivo Armenio                  | Ingeniero Maschwitz | Armenia                | 10 500 |
| Deportivo Español                  | Buenos Aires        | Nueva España           | 32 500 |
| Deportivo Merlo                    | Parque San Martín   | José Manuel Moreno     | 10 000 |
| Deportivo Morón                    | Morón               | Nuevo Francisco Urbano | 35 000 |
| El Porvenir                        | Gerli               | Gildo Ghersinich       | 14 000 |
| Estudiantes (LP)                   | La Plata            | Jorge Luis Hirschi     | 32 530 |
| Lanús                              | Lanús               | Ciudad de Lanús        | 47 090 |
| Lima FC                            | Lima                | Domingo Di Donato      | Desc.  |
| San Miguel                         | Los Polvorines      | Malvinas Argentinas    | 9 000  |
| Sarmiento                          | Junín               | Eva Perón              | 23 000 |
| Unión                              | Santa Fe            | 15 de abril            | 27 358 |
| Vélez Sarsfield                    | Buenos Aires        | José Amalfitani        | 49 540 |
| Datos actualizados a marzo de 2024 |                     |                        |        |

### Distribución geográfica de los equipos
| Región                    | Cant. | Equipos |
| ------------------------- | ----- | --- |
| Provincia de Buenos Aires | 11    | Camioneros, Defensa y Justicia, Deportivo Armenio, Deportivo Merlo, Deportivo Morón, El Porvenir, Estudiantes (LP), Lanús, Lima, San Miguel y Sarmiento |
| Ciudad de Buenos Aires    | 7     | All Boys, Argentinos Juniors, Atlanta, Comunicaciones, Defensores de Belgrano, Deportivo Español y Vélez Sarsfield                                      |
| Provincia de Santa Fe     | 2     | Atlético de Rafaela, Unión |
| Provincia de Córdoba      | 1     | Talleres |

## Formato

### Ascensos
Los participantes se dividen en dos zonas de once y diez equipos respectivamente, que se disputan mediante el sistema de todos contra todos, a dos ruedas ida y vuelta. Los que ocupen el primer puesto en ambas se enfrentarán en una final a partido ida y vuelta, por el título de campeón y el primer ascenso. Habrá un segundo ascenso, que saldrá de un torneo reducido disputado por eliminación directa por trece equipos: el perdedor de la final, que se integrará en la segunda fase, y del segundo al séptimo de cada zona.

### Descensos
Los que ocupen el último puesto de cada zona descenderán a la tercera categoría. Por otro lado, los equipos que ocupen la penúltima posición jugarán un partido para definir el tercer descenso.

## Zona A

### Tabla de posiciones
| Pos. | Equipo             | Pts. | PJ | PG | PE | PP | GF | GC | Dif. |
| ---- | ------------------ | ---- | -- | -- | -- | -- | -- | -- | ---- |
| 1.º  | Talleres (C)       | 60   | 20 | 20 | 0  | 0  | 91 | 1  | 90   |
| 2.º  | Sarmiento          | 40   | 20 | 12 | 4  | 4  | 46 | 20 | 26   |
| 3.º  | Vélez Sarsfield    | 39   | 20 | 12 | 3  | 5  | 42 | 20 | 22   |
| 4.º  | Camioneros         | 39   | 20 | 12 | 3  | 5  | 43 | 28 | 15   |
| 5.º  | El Porvenir        | 35   | 20 | 10 | 5  | 5  | 33 | 23 | 10   |
| 6.º  | San Miguel         | 25   | 20 | 7  | 4  | 9  | 29 | 38 | −9   |
| 7.º  | Defensa y Justicia | 24   | 20 | 6  | 6  | 8  | 22 | 26 | −4   |
| 8.º  | Comunicaciones     | 16   | 20 | 4  | 4  | 12 | 19 | 30 | −11  |
| 9.º  | Deportivo Merlo    | 16   | 20 | 5  | 1  | 14 | 20 | 48 | −28  |
| 10.º | Deportivo Español  | 12   | 20 | 3  | 3  | 14 | 13 | 60 | −47  |
| 11.º | Lima FC            | 6    | 20 | 1  | 3  | 16 | 11 | 75 | −64  |

|  | El equipo que ocupe la 1ª posición clasificará a la final por el ascenso.                                |
|  | Los equipos que ocupen las posiciones 2ª a 7ª clasificarán al torneo reducido por el segundo ascenso.    |
|  | El equipo que ocupe la 10ª posición jugará un partido por la permanencia vs. el anteúltimo de la Zona B. |
|  | El equipo que ocupe la 11ª posición descenderá a Primera C.                                              |

|  |

#### Evolución de las posiciones

##### Primera rueda
| Equipo / Fecha     | 1    | 2     | 3     | 4     | 5      | 6      | 7      | 8      | 9      | 10     | 11   |
| ------------------ | ---- | ----- | ----- | ----- | ------ | ------ | ------ | ------ | ------ | ------ | ---- |
| Camioneros         | 2.º  | 4.º   | 7.º   | 4.º   | 5º     | 5.º    | 5.º    | 3.º    | 2.º    | 2.º    | 2.º  |
| Comunicaciones     | -    | 7.º   | 9.º   | 9.º   | 10.º * | 10.º * | 10.º * | 10.º * | 10.º * | 10.º * | 8.º  |
| Defensa y Justicia | 8.º  | 10.º  | 10.º  | 11.º  | 7.º    | 7.º    | 7.º    | 7.º    | 7.º    | 7.º    | 7.º  |
| Deportivo Español  | 10.º | 11.º  | 11.º  | 10.º  | 11.º   | 11.º   | 11.º   | 11.º   | 11.º   | 11.º   | 11.º |
| Deportivo Merlo    | 8.º  | 9.º * | 8.º * | 8.º * | 9.º *  | 9.º    | 9.º    | 8.º    | 8.º    | 8.º    | 9.º  |
| El Porvenir        | 5.º  | 2.º   | 3.º   | 3.º   | 2.º    | 2.º    | 2.º    | 4.º    | 4.º    | 4.º    | 5.º  |
| Lima FC            | 4.º  | 6.º   | 5.º   | 7.º   | 8.º    | 8.º    | 8.º    | 9.º    | 9.º    | 9.º    | 10.º |
| San Miguel         | 2.º  | 3.º   | 4.º   | 5.º   | 4º     | 6.º    | 5.º    | 6.º    | 6.º    | 6.º    | 6.º  |
| Sarmiento          | 11.º | 5.º   | 2.º   | 2.º   | 3.º *  | 4.º *  | 6.º *  | 5.º *  | 5.º *  | 5.º *  | 3.º  |
| Talleres (C)       | 1.º  | 1.º   | 1.º   | 1.º   | 1º     | 1.º    | 1.º    | 1.º    | 1.º    | 1.º    | 1.º  |
| Vélez Sarsfield    | 7.º  | 8.º * | 6.º * | 6.º * | 6.º *  | 3.º    | 3.º    | 2.º    | 3.º    | 3.º    | 4.º  |

### Segunda rueda
| Equipo / Fecha     | 12     | 13     | 14     | 15     | 16     | 17     | 18      | 19      | 20     | 21    | 22   |
| ------------------ | ------ | ------ | ------ | ------ | ------ | ------ | ------- | ------- | ------ | ----- | ---- |
| Camioneros         | 2.º    | 4.º    | 5.º    | 4.º    | 4.º    | 4.º    | 4.º     | 3.º     | 3.º    | 2.º   | 4.º  |
| Comunicaciones     | 9.º    | 8.º    | 8.º    | 8.º    | 8.º    | 8.º *  | 8.º *   | 8.º *   | 8.º    | 8.º   | 8.º  |
| Defensa y Justicia | 7.º    | 7.º    | 7,º    | 6.º    | 6.º    | 6.º *  | 7.º *   | 7.º **  | 6.º *  | 7.º * | 7.º  |
| Deportivo Español  | 11.º * | 11.º * | 11.º * | 11.º * | 11.º * | 10.º * | 10.º *  | 10.º *  | 10.º   | 10.º  | 10.º |
| Deportivo Merlo    | 8.º    | 9.º    | 9.º    | 9.º    | 9.º    | 9.º    | 9.º     | 9.º     | 9.º    | 9.º   | 9.º  |
| El Porvenir        | 5.º    | 5.º    | 4.º    | 5.º    | 5.º    | 5.º    | 5.º *   | 5.º *   | 5.º *  | 5.º   | 5.º  |
| Lima FC            | 10.º * | 10.º * | 10.º * | 10.º * | 10.º * | 11.º * | 11.º ** | 11.º ** | 11.º * | 11.º  | 11.º |
| San Miguel         | 6.º    | 6.º    | 6.º    | 7.º    | 7.º    | 7.º    | 6.º     | 6.º     | 7.º    | 6.º   | 6.º  |
| Sarmiento          | 4.º    | 3.º    | 3.º    | 3.º    | 3.º    | 2.º    | 2.º     | 2.º     | 2.º    | 3.º   | 2.º  |
| Talleres (C)       | 1.º    | 1.º    | 1.º    | 1.º    | 1.º    | 1.º    | 1.º     | 1.º     | 1.º    | 1.º   | 1.º  |
| Vélez Sarsfield    | 3.º    | 2.º    | 2.º    | 2.º    | 2.º    | 3.º    | 3.º     | 4.º *   | 4.º    | 4.º   | 3.º  |

### Resultados
| Fecha 1               | Fecha 1   | Fecha 1            | Fecha 1                    | Fecha 1     | Fecha 1 |
| Local                 | Resultado | Visitante          | Recinto                    | Fecha       | Hora    |
| --------------------- | --------- | ------------------ | -------------------------- | ----------- | ------- |
| Talleres (C)          | 6 - 0     | Sarmiento          | Predio Amadeo Nuccetelli   | 13 de abril | 11:00   |
| Camioneros            | 3 - 1     | Defensa y Justicia | Auxiliar Hugo Moyano       | 13 de abril | 15:30   |
| Lima FC               | 2 - 0     | Deportivo Español  | Domingo Di Donato          | 13 de abril | 15:30   |
| Deportivo Merlo       | 1 - 3     | San Miguel         | Predio El Remanso          | 14 de abril | 15:30   |
| El Porvenir           | 2 - 1     | Vélez Sarsfield    | Gildo Francisco Ghersinich | 18 de abril | 15:00   |
| Libre: Comunicaciones |           |                    |                            |             |         |

| Fecha 2            | Fecha 2   | Fecha 2         | Fecha 2                      | Fecha 2     | Fecha 2 |
| Local              | Resultado | Visitante       | Recinto                      | Fecha       | Hora    |
| ------------------ | --------- | --------------- | ---------------------------- | ----------- | ------- |
| Defensa y Justicia | 0 - 1     | Talleres (C)    | Predio Campeones del Mundo   | 20 de abril | 15:30   |
| San Miguel         | 0 - 0     | Comunicaciones  | Auxiliar Malvinas Argentinas | 20 de abril | 15:30   |
| Deportivo Español  | 0 - 1     | El Porvenir     | Auxiliar Nueva España        | 21 de abril | 15:30   |
| Sarmiento          | 8 - 1     | Lima FC         | Ciudad Deportiva             | 21 de abril | 15:30   |
| Vélez Sarsfield    | 1 - 0     | Deportivo Merlo | Villa Olímpica               | 21 de abril | 16:30   |
| Libre: Camioneros  |           |                 |                              |             |         |

| Fecha 3           | Fecha 3   | Fecha 3            | Fecha 3                    | Fecha 3     | Fecha 3 |
| Local             | Resultado | Visitante          | Recinto                    | Fecha       | Hora    |
| ----------------- | --------- | ------------------ | -------------------------- | ----------- | ------- |
| Comunicaciones    | 1 - 2     | Vélez Sarsfield    | Auxiliar Alfredo Ramos     | 27 de abril | 11:00   |
| Lima FC           | 1 - 1     | Defensa y Justicia | Domingo Di Donato          | 27 de abril | 12:00   |
| El Porvenir       | 0 - 2     | Sarmiento          | Gildo Francisco Ghersinich | 28 de abril | 15:00   |
| Talleres (C)      | 3 - 0     | Camioneros         | Predio Amadeo Nuccetelli   | 28 de abril | 15:30   |
| Deportivo Merlo   | 2 - 1     | Deportivo Español  | Predio El Remanso          | 28 de abril | 16:00   |
| Libre: San Miguel |           |                    |                            |             |         |

| Fecha 4             | Fecha 4   | Fecha 4         | Fecha 4                    | Fecha 4   | Fecha 4 |
| Local               | Resultado | Visitante       | Recinto                    | Fecha     | Hora    |
| ------------------- | --------- | --------------- | -------------------------- | --------- | ------- |
| Camioneros          | 2 - 1     | Lima FC         | Auxiliar Hugo Moyano       | 4 de mayo | 15:30   |
| Defensa y Justicia  | 0 - 3     | El Porvenir     | Predio Campeones del Mundo | 4 de mayo | 15:30   |
| Sarmiento           | 6 - 1     | Deportivo Merlo | Centro de Alto Rendimiento | 4 de mayo | 15:30   |
| Deportivo Español   | 0 - 0     | Comunicaciones  | Auxiliar Nueva España      | 4 de mayo | 15:30   |
| Vélez Sarsfield     | 1 - 1     | San Miguel      | Villa Olímpica             | 4 de mayo | 18:00   |
| Libre: Talleres (C) |           |                 |                            |           |         |

| Fecha 5                | Fecha 5   | Fecha 5            | Fecha 5                  | Fecha 5     | Fecha 5 |
| Local                  | Resultado | Visitante          | Recinto                  | Fecha       | Hora    |
| ---------------------- | --------- | ------------------ | ------------------------ | ----------- | ------- |
| Deportivo Merlo        | 2 - 5     | Defensa y Justicia | Predio El Remanso        | 11 de mayo  | 15:00   |
| San Miguel             | 2 - 2     | Deportivo Español  | Auxiliar San Miguel      | 11 de mayo  | 15:00   |
| Lima FC                | 0 - 3     | Talleres (C)       | Domingo Di Donato        | 11 de mayo  | 19:00   |
| El Porvenir            | 2 - 1     | Camioneros         | Estadio Gildo Ghersinich | 12 de mayo  | 15:30   |
| Comunicaciones         | 0 - 2     | Sarmiento          | Auxiliar Alfredo Ramos   | 20 de junio | 13:00   |
| Libre: Vélez Sarsfield |           |                    |                          |             |         |

| Fecha 6            | Fecha 6   | Fecha 6         | Fecha 6                    | Fecha 6    | Fecha 6 |
| Local              | Resultado | Visitante       | Recinto                    | Fecha      | Hora    |
| ------------------ | --------- | --------------- | -------------------------- | ---------- | ------- |
| Talleres (C)       | 4 - 0     | El Porvenir     | Predio Amadeo Nuccetelli   | 18 de mayo | 11:00   |
| Defensa y Justicia | 2 - 0     | Comunicaciones  | Predio Campeones del Mundo | 18 de mayo | 15:00   |
| Sarmiento          | 1 - 2     | San Miguel      | Centro de Alto Rendimiento | 18 de mayo | 15:30   |
| Camioneros         | 5 - 0     | Deportivo Merlo | Auxiliar Hugo Moyano       | 18 de mayo | 15:30   |
| Deportivo Español  | 0 - 1     | Vélez Sarsfield | Auxiliar Nueva España      | 18 de mayo | 15:30   |
| Libre: Lima FC     |           |                 |                            |            |         |

| Fecha 7                  | Fecha 7   | Fecha 7            | Fecha 7                     | Fecha 7    | Fecha 7 |
| Local                    | Resultado | Visitante          | Recinto                     | Fecha      | Hora    |
| ------------------------ | --------- | ------------------ | --------------------------- | ---------- | ------- |
| Comunicaciones           | 1 - 2     | Camioneros         | Cancha Auxiliar 2           | 25 de mayo | 11:00   |
| El Porvenir              | 5 - 1     | Lima F.C.          | Estadio Gildo Ghersinich    | 25 de mayo | 14:00   |
| San Miguel               | 1 - 1     | Defensa y Justicia | Estadio Malvinas Argentinas | 26 de mayo | 15:00   |
| Deportivo Merlo          | 0 - 3     | Talleres (C)       | Estadio José Manuel Moreno  | 26 de mayo | 15:00   |
| Vélez Sarsfield          | 2 - 1     | Sarmiento          | Villa Olímpica              | 26 de mayo | 16:00   |
| Libre: Deportivo Español |           |                    |                             |            |         |

| Fecha 8            | Fecha 8   | Fecha 8         | Fecha 8 | Fecha 8     | Fecha 8 |
| Local              | Resultado | Visitante       | Recinto | Fecha       | Hora    |
| ------------------ | --------- | --------------- | ------- | ----------- | ------- |
| Talleres (C)       | 3 - 0     | Comunicaciones  |         | 1° de junio | 11:00   |
| Defensa y Justicia | 0 - 1     | Vélez Sarsfield |         | 1° de junio | 15:00   |
| Sarmiento          | 4 - 0     | Dep. Español    |         | 1° de junio | 15:30   |
| Lima FC            | 1 - 2     | Dep. Merlo      |         | 1° de junio | 15:30   |
| Camioneros         | 4 - 2     | San Miguel      |         | 2 de junio  | 15:00   |
| Libre: El Porvenir |           |                 |         |             |         |

| Fecha 9          | Fecha 9   | Fecha 9         | Fecha 9                 | Fecha 9    | Fecha 9 |
| Local            | Resultado | Visitante       | Recinto                 | Fecha      | Hora    |
| ---------------- | --------- | --------------- | ----------------------- | ---------- | ------- |
| Vélez Sarsfield  | 0 - 1     | Camioneros      | Estadio José Amalfitani | 8 de junio | 9:00    |
| Comunicaciones   | 1 - 1     | Lima FC         | Cancha Auxiliar         | 8 de junio | 11:00   |
| San Miguel       | 1 - 5     | Talleres (C)    | Cancha Auxiliar         | 9 de junio | 11:00   |
| Dep. Merlo       | 1 - 3     | El Porvenir     | El Remanso              | 6 de julio | 15:00   |
| Dep. Español     | 0 - 2     | Def. y Justicia | Cancha Auxiliar         | 6 de julio | 15:00   |
| Libre: Sarmiento |           |                 |                         |            |         |

| Fecha 10          | Fecha 10  | Fecha 10        | Fecha 10                   | Fecha 10    | Fecha 10 |
| Local             | Resultado | Visitante       | Recinto                    | Fecha       | Hora     |
| ----------------- | --------- | --------------- | -------------------------- | ----------- | -------- |
| Talleres (C)      | 2 - 0     | Vélez Sarsfield | Estadio La Boutique        | 15 de junio | 11:00    |
| Camioneros        | 6 - 0     | Dep. Español    | Estadio Hugo Moyano        | 15 de junio | 11:00    |
| Def. y Justicia   | 2 - 3     | Sarmiento       | Predio La Capilla          | 15 de junio | 15:00    |
| Lima FC           | 0 - 5     | San Miguel      | Estadio Domingo Di Donatto | 15 de junio | 16:00    |
| El Porvenir       | 1 - 1     | Comunicaciones  | Estadio Gildo Ghersinich   | 16 de junio | 11:00    |
| Libre: Dep. Merlo |           |                 |                            |             |          |

| Fecha 11                  | Fecha 11  | Fecha 11        | Fecha 11                    | Fecha 11    | Fecha 11 |
| Local                     | Resultado | Visitante       | Recinto                     | Fecha       | Hora     |
| ------------------------- | --------- | --------------- | --------------------------- | ----------- | -------- |
| Deportivo Español         | 0 - 7     | Talleres (C)    | Cancha Auxiliar             | 29 de junio | 15:00    |
| Sarmiento                 | 0 - 0     | Camioneros      | Ciudad Deportiva            | 30 de junio | 15:00    |
| San Miguel                | 3 - 1     | El Porvenir     | Estadio Malvinas Argentinas | 30 de junio | 15:00    |
| Comunicaciones            | 2 - 1     | Deportivo Merlo | Cancha Auxiliar             | 30 de junio | 15:00    |
| Vélez Sarsfield           | 11 - 1    | Lima F.C.       | Villa Olimpica              | 30 de junio | 17:00    |
| Libre: Defensa y Justicia |           |                 |                             |             |          |

| Fecha 12              | Fecha 12  | Fecha 12        | Fecha 12          | Fecha 12         | Fecha 12 |
| Local                 | Resultado | Visitante       | Recinto           | Fecha            | Hora     |
| --------------------- | --------- | --------------- | ----------------- | ---------------- | -------- |
| Velez Sarsfield       | 2 - 0     | El Porvenir     | Villa Olimpica    | 20 de julio      | 11:00    |
| Defensa y Justicia    | 1 - 0     | Camioneros      | Predio La Capilla | 20 de julio      | 15:00    |
| San Miguel            | 0 - 3     | Deportivo Merlo | Cancha Auxiliar   | 21 de julio      | 11:00    |
| Sarmiento             | 0 - 1     | Talleres (C)    | Ciudad Deportiva  | 21 de julio      | 15:00    |
| Deportivo Español     | 3 - 1     | Lima F.C,       | Cancha Auxiliar   | 12 de septiembre |          |
| Libre: Comunicaciones |           |                 |                   |                  |          |

| Fecha 13          | Fecha 13  | Fecha 13           | Fecha 13                  | Fecha 13    | Fecha 13 |
| Local             | Resultado | Visitante          | Recinto                   | Fecha       | Hora     |
| ----------------- | --------- | ------------------ | ------------------------- | ----------- | -------- |
| Talleres (C)      | 3 - 0     | Defensa y Justicia | Estadio La Boutique       | 27 de julio | 11:00    |
| Comunicaciones    | 2 - 0     | San Miguel         | Cancha Auxiliar           | 27 de julio | 11:00    |
| El Porvenir       | 2 - 0     | Deportivo Español  | Estadio Gildo Ghersinich  | 28 de julio | 11:00    |
| Lima FC           | 0 - 1     | Sarmiento          | Estadio Domingo Di Donato | 28 de julio | 15:00    |
| Deportivo Merlo   | 0 - 4     | Velez Sarsfield    | Predio El Remanso         | 28 de julio | 15:00    |
| Libre: Camioneros |           |                    |                           |             |          |

| Fecha 14           | Fecha 14  | Fecha 14        | Fecha 14                   | Fecha 14     | Fecha 14 |
| Local              | Resultado | Visitante       | Recinto                    | Fecha        | Hora     |
| ------------------ | --------- | --------------- | -------------------------- | ------------ | -------- |
| Velez Sarsfield    | 3 - 1     | Comunicaciones  | Villa Olimpica             | 3 de agosto  | 15:00    |
| Sarmiento          | 1 - 1     | El Porvenir     | Ciudad Deportiva           | 3 de agosto  | 15:00    |
| Defensa y Justicia | 1 - 1     | Lima            | Predio Campeones del Mundo | 4 de agosto  | 15:00    |
| Camioneros         | 0 - 7     | Talleres (C)    | Cancha Auxiliar            | 4 de agosto  | 15:00    |
| Deportivo Español  | 2 - 1     | Deportivo Merlo | Cancha Auxiliar            | 14 de agosto | 15:00    |
| Libre: San Miguel  |           |                 |                            |              |          |

| Fecha 15            | Fecha 15  | Fecha 15           | Fecha 15                  | Fecha 15     | Fecha 15 |
| Local               | Resultado | Visitante          | Recinto                   | Fecha        | Hora     |
| ------------------- | --------- | ------------------ | ------------------------- | ------------ | -------- |
| San Miguel          | 0 - 3     | Vélez Sarsfield    | Cancha Auxiliar           | 10 de agosto | 15:00    |
| El Porvenir         | 0 - 0     | Defensa y Justicia | Estadio Gildo Ghersinich  | 11 de agosto | 10:00    |
| Lima F.C.           | 0 - 4     | Camioneros         | Estadio Domingo di Donato | 11 de agosto | 14:00    |
| Comunicaciones      | 3 - 1     | Deportivo Español  | Cancha Auxiliar           | 11 de agosto | 15:00    |
| Deportivo Merlo     | 0 - 3     | Sarmiento          | Predio El Remanso         | 11 de agosto | 16:00    |
| Libre: Talleres (C) |           |                    |                           |              |          |

| Fecha 16               | Fecha 16  | Fecha 16        | Fecha 16                   | Fecha 16     | Fecha 16 |
| Local                  | Resultado | Visitante       | Recinto                    | Fecha        | Hora     |
| ---------------------- | --------- | --------------- | -------------------------- | ------------ | -------- |
| Camioneros             | 2 - 2     | El Porvenir     | Estadio Hugo Moyano        | 17 de agosto | 11:00    |
| Talleres (C)           | 11 - 0    | Lima F.C.       | Centro de Alto Rendimiento | 17 de agosto | 11:00    |
| Deportivo Español      | 1 - 2     | San Miguel      | Cancha Auxiliar            | 17 de agosto | 15:00    |
| Sarmiento              | 1 - 0     | Comunicaciones  | Centro de Alto Rendimiento | 17 de agosto | 15:00    |
| Defensa y Justicia     | 2 - 0     | Deportivo Merlo | Predio La Capilla          | 17 de agosto | 15:00    |
| Libre: Vélez Sarsfield |           |                 |                            |              |          |

| Fecha 17         | Fecha 17  | Fecha 17           | Fecha 17                 | Fecha 17     | Fecha 17 |
| Local            | Resultado | Visitante          | Recinto                  | Fecha        | Hora     |
| ---------------- | --------- | ------------------ | ------------------------ | ------------ | -------- |
| Comunicaciones   | 0 - 1     | Defensa y Justicia | Cancha Auxiliar          | 24 de agosto | 9:00     |
| Vélez Sarsfield  | 1 - 2     | Deportivo Español  | Villa Olímpica           | 24 de agosto | 17:30    |
| El Porvenir      | 0 - 3     | Talleres (C)       | Estadio Gildo Ghersinich | 25 de agosto | 11:00    |
| San Miguel       | 1 - 2     | Sarmiento          | Cancha Auxiliar          | 25 de agosto | 15:00    |
| Deportivo Merlo  | 1 - 3     | Camioneros         | Predio El Remanso        | 25 de agosto | 16:30    |
| Libre: Lima F.C. |           |                    |                          |              |          |

| Fecha 18                 | Fecha 18  | Fecha 18        | Fecha 18                   | Fecha 18         | Fecha 18 |
| Local                    | Resultado | Visitante       | Recinto                    | Fecha            | Hora     |
| ------------------------ | --------- | --------------- | -------------------------- | ---------------- | -------- |
| Defensa y Justicia       | 1 - 3     | San Miguel      | Predio Campeones del Mundo | 31 de agosto     | 15:00    |
| Talleres (C)             | 3 - 0     | Deportivo Merlo | Centro de Alto Rendimiento | 31 de agosto     | 15:00    |
| Sarmiento                | 2 - 2     | Vélez Sarsfield | Centro de Alto Rendimiento | 3 de septiembre  | 15:00    |
| Camioneros               | 4 - 3     | Comunicaciones  | Estadio Hugo Moyano        | 4 de septiembre  | 11:00    |
| Lima F.C.                | 0 - 4     | El Porvenir     | Estadio Domingo di Donato  | 18 de septiembre |          |
| Libre: Deportivo Español |           |                 |                            |                  |          |

| Fecha 19           | Fecha 19  | Fecha 19           | Fecha 19                    | Fecha 19         | Fecha 19 |
| Local              | Resultado | Visitante          | Recinto                     | Fecha            | Hora     |
| ------------------ | --------- | ------------------ | --------------------------- | ---------------- | -------- |
| San Miguel         | 1 - 2     | Camioneros         | Cancha Auxiliar             | 7 de septiembre  | 15:00    |
| Deportivo Español  | 0 - 6     | Sarmiento          | Cancha Auxiliar             | 7 de septiembre  | 15:00    |
| Comunicaciones     | 0 - 1     | Talleres (C)       | Cancha Auxiliar             | 8 de septiembre  | 11:00    |
| Deportivo Merlo    | 3 - 0     | Lima F.C.          | Predio El Remanso           | 8 de septiembre  | 16:30    |
| Vélez Sarsfield    | 2 - 0     | Defensa y Justicia | Polideportivo Juan B. Justo | 25 de septiembre | 10:30    |
| Libre: El Porvenir |           |                    |                             |                  |          |

| Fecha 20           | Fecha 20  | Fecha 20          | Fecha 20                  | Fecha 20         | Fecha 20 |
| Local              | Resultado | Visitante         | Recinto                   | Fecha            | Hora     |
| ------------------ | --------- | ----------------- | ------------------------- | ---------------- | -------- |
| El Porvenir        | 1 - 1     | Deportivo Merlo   | Estadio Gildo Ghersinich  | 14 de septiembre | 10:00    |
| Camioneros         | 1 - 1     | Vélez Sarsfield   | Cancha Auxiliar           | 14 de septiembre | 11:00    |
| Defensa y Justicia | 1 - 1     | Deportivo Español | Predio La Capilla         | 14 de septiembre | 15:00    |
| Lima F.C.          | 0 - 4     | Comunicaciones    | Estadio Domingo Di Donato | 14 de septiembre | 15:00    |
| Talleres (C)       | 7 - 0     | San Miguel        | Estadio La Boutique       | 14 de septiembre | 19:00    |
| Libre: Sarmiento   |           |                   |                           |                  |          |

| Fecha 21               | Fecha 21  | Fecha 21           | Fecha 21         | Fecha 21         | Fecha 21 |
| Local                  | Resultado | Visitante          | Recinto          | Fecha            | Hora     |
| ---------------------- | --------- | ------------------ | ---------------- | ---------------- | -------- |
| Deportivo Español      | 0 - 3     | Camioneros         | Cancha Auxiliar  | 21 de septiembre | 15:00    |
| Sarmiento              | 1 - 1     | Defensa y Justicia | Ciudad Deportiva | 21 de septiembre | 15:00    |
| Vélez Sarsfield        | 0 - 5     | Talleres (C)       | Villa Olímpica   | 21 de septiembre | 17:30    |
| Comunicaciones         | 0 - 4     | El Porvenir        | Cancha Auxiliar  | 22 de septiembre | 11:00    |
| San Miguel             | 2 - 0     | Lima F.C.          | Cancha Auxiliar  | 22 de septiembre | 15:00    |
| Libre: Deportivo Merlo |           |                    |                  |                  |          |

| Fecha 22                  | Fecha 22  | Fecha 22          | Fecha 22                   | Fecha 22         | Fecha 22 |
| Local                     | Resultado | Visitante         | Recinto                    | Fecha            | Hora     |
| ------------------------- | --------- | ----------------- | -------------------------- | ---------------- | -------- |
| Camioneros                | 0 - 2     | Sarmiento         | Cancha Auxiliar            | 28 de septiembre | 15:00    |
| Lima F.C.                 | 0 - 4     | Vélez Sarsfield   | Estadio Domingo Di Donato  | 28 de septiembre | 15:00    |
| Deportivo Merlo           | 1 - 0     | Comunicaciones    | Predio El Remanso          | 28 de septiembre | 15:00    |
| Talleres (C)              | 13 - 0    | Deportivo Español | Centro de Alto Rendimiento | 28 de septiembre | 15:00    |
| El Porvenir               | 1 - 0     | San Miguel        | Estadio Gildo Ghersinich   | 29 de septiembre | 10:30    |
| Libre: Defensa y Justicia |           |                   |                            |                  |          |

## Zona B

### Tabla de posiciones
| Pos. | Equipo                 | Pts. | PJ | PG | PE | PP | GF | GC | Dif. |
| ---- | ---------------------- | ---- | -- | -- | -- | -- | -- | -- | ---- |
| 1.º  | Defensores de Belgrano | 48   | 18 | 15 | 3  | 0  | 38 | 5  | 33   |
| 2.º  | Unión                  | 38   | 18 | 11 | 5  | 2  | 34 | 17 | 17   |
| 3.º  | Estudiantes (LP)       | 36   | 18 | 12 | 0  | 6  | 45 | 14 | 31   |
| 4.º  | Lanús                  | 31   | 18 | 9  | 4  | 5  | 39 | 17 | 22   |
| 5.º  | All Boys               | 31   | 18 | 10 | 1  | 7  | 38 | 25 | 13   |
| 6.º  | Atlético de Rafaela    | 29   | 18 | 9  | 2  | 7  | 40 | 30 | 10   |
| 7.º  | Argentinos Juniors     | 16   | 18 | 3  | 7  | 8  | 13 | 23 | −10  |
| 8.º  | Atlanta                | 13   | 18 | 3  | 4  | 11 | 14 | 39 | −25  |
| 9.º  | Deportivo Morón        | 11   | 18 | 3  | 2  | 13 | 13 | 49 | −36  |
| 10.º | Deportivo Armenio      | 2    | 18 | 0  | 2  | 16 | 8  | 63 | −55  |

|  | El equipo que ocupe la 1ª posición clasificará a la final por el ascenso.                               |
|  | Los equipos que ocupen las posiciones 2ª a 7ª clasificarán al torneo reducido por el segundo ascenso.   |
|  | El equipo que ocupe la 9ª posición jugará un partido por la permanencia vs. el anteúltimo de la Zona A. |
|  | El equipo que ocupe la 10ª posición descenderá a Primera C.                                             |

|  |

#### Evolución de las posiciones

##### Primera rueda
| Equipo / Fecha         | 1    | 2     | 3     | 4      | 5    | 6    | 7    | 8     | 9     |
| ---------------------- | ---- | ----- | ----- | ------ | ---- | ---- | ---- | ----- | ----- |
| All Boys               | 7.°  | 10.°  | 10.º  | 9.º    | 9.º  | 6.º  | 6.º  | 6.º * | 5.º * |
| Argentinos Juniors     | 5.°  | 6.° * | 5.º * | 5.º *  | 7.º  | 9.º  | 9.º  | 8.º   | 8.º   |
| Atlanta                | 5.°  | 6.° * | 7.º * | 8.º *  | 8.º  | 8.º  | 8.º  | 9.º * | 7.º * |
| Atlético de Rafaela    | 9.°  | 8.° * | 8.º * | 6.º *  | 5.º  | 5.º  | 5.º  | 5.º   | 6.º   |
| Defensores de Belgrano | 3.°  | 2.°   | 2.º   | 1.º    | 2.º  | 2.º  | 1.º  | 1.º   | 1.º   |
| Deportivo Armenio      | 10.° | 9.° * | 9.º * | 10.º * | 10.º | 10.º | 10.º | 10.º  | 10.º  |
| Deportivo Morón        | 1.°  | 4.°   | 6.º   | 7.º    | 6.º  | 7.º  | 7.º  | 7.º   | 9.º   |
| Estudiantes (LP)       | 3.°  | 5.°   | 4.º   | 4.º    | 4.º  | 4.º  | 4.º  | 3.º   | 4.º   |
| Lanús                  | 8.°  | 3.°   | 3.º   | 3.º    | 3.º  | 3.º  | 3.º  | 4.º   | 3.º   |
| Unión                  | 2.°  | 1.°   | 1.º   | 2.º    | 1.º  | 1.º  | 2.º  | 2.º   | 2.º   |

##### Segunda rueda
| Equipo / Fecha         | 10   | 11     | 12     | 13     | 14   | 15   | 16   | 17   | 18   |
| ---------------------- | ---- | ------ | ------ | ------ | ---- | ---- | ---- | ---- | ---- |
| All Boys               | 5.º  | 5.º    | 5.º    | 5.º    | 6.º  | 6.º  | 6.º  | 6.º  | 5.º  |
| Argentinos Juniors     | 9.º  | 9.º    | 8.º    | 7.º    | 7.º  | 7.º  | 7.º  | 7.º  | 7.º  |
| Atlanta                | 8.º  | 8.º *  | 9.º *  | 9.º *  | 8.º  | 8.º  | 8.º  | 8.º  | 8.º  |
| Atlético de Rafaela    | 6.º  | 6.º    | 6.º    | 6.º    | 5.º  | 5.º  | 5.º  | 5.º  | 6.º  |
| Defensores de Belgrano | 1.º  | 1.º *  | 1.º *  | 1.º *  | 1.º  | 1.º  | 1.º  | 1.º  | 1.º  |
| Deportivo Armenio      | 10.º | 10.º * | 10.º * | 10.º * | 10.º | 10.º | 10.º | 10.º | 10.º |
| Deportivo Morón        | 7.º  | 7.º *  | 7.º *  | 8.º *  | 9.º  | 9.º  | 9.º  | 9.º  | 9.º  |
| Estudiantes (LP)       | 3.º  | 2.º    | 2.º    | 4.º    | 3.º  | 3.º  | 3.º  | 2.º  | 3.º  |
| Lanús                  | 4.º  | 4.º    | 4.º    | 3.º    | 4,º  | 4.º  | 4,º  | 4.º  | 4.º  |
| Unión                  | 2.º  | 3.º    | 3.º    | 2.º    | 2.º  | 2.º  | 2.º  | 3.º  | 2.º  |

|  |

### Resultados
| Fecha 1             | Fecha 1   | Fecha 1                | Fecha 1                         | Fecha 1     | Fecha 1 |
| Local               | Resultado | Visitante              | Recinto                         | Fecha       | Hora    |
| ------------------- | --------- | ---------------------- | ------------------------------- | ----------- | ------- |
| Argentinos Juniors  | 0 - 0     | Atlanta                | CEFFA                           | 20 de abril | 14:00   |
| Atlético de Rafaela | 2 - 4     | Unión                  | Polideportivo Ciudad de Rafaela | 21 de abril | 10:00   |
| Estudiantes (LP)    | 2 - 1     | Lanús                  | Country City Bell               | 21 de abril | 11:00   |
| Deportivo Morón     | 4 - 1     | Deportivo Armenio      | Auxiliar Nuevo Francisco Urbano | 21 de abril | 12:30   |
| All Boys            | 1 - 2     | Defensores de Belgrano | Estadio Islas Malvinas          | 21 de abril | 15:00   |

| Fecha 2                | Fecha 2   | Fecha 2            | Fecha 2                | Fecha 2     | Fecha 2 |
| Local                  | Resultado | Visitante          | Recinto                | Fecha       | Hora    |
| ---------------------- | --------- | ------------------ | ---------------------- | ----------- | ------- |
| Lanús                  | 3 - 0     | All Boys           | Predio Alsina          | 27 de abril | 14:00   |
| Unión                  | 1 - 0     | Estudiantes (LP)   | 15 de abril            | 28 de abril | 11:00   |
| Defensores de Belgrano | 2 - 0     | Deportivo Morón    | Juan Pasquale          | 28 de abril | 15:00   |
| Atlético de Rafaela    | 5 - 1     | Argentinos Juniors | Predio Tito Bartomioli | 18 de mayo  | 16:00   |
| Deportivo Armenio      | 0 - 1     | Atlanta            | Auxiliar Armenia       | 19 de mayo  | 15:30   |

| Fecha 3            | Fecha 3   | Fecha 3                | Fecha 3                     | Fecha 3   | Fecha 3 |
| Local              | Resultado | Visitante              | Recinto                     | Fecha     | Hora    |
| ------------------ | --------- | ---------------------- | --------------------------- | --------- | ------- |
| All Boys           | 0 - 1     | Unión                  | Estadio Malvinas Argentinas | 4 de mayo | 11:00   |
| Argentinos Juniors | 2 - 0     | Deportivo Armenio      | CEFFA                       | 4 de mayo | 12:00   |
| Estudiantes (LP)   | 2 - 0     | Atlético de Rafaela    | Country City Bell           | 4 de mayo | 15:00   |
| Deportivo Morón    | 0 - 7     | Lanús                  | Predio Raúl Di Carlo        | 4 de mayo | 15:30   |
| Atlanta            | 0 - 1     | Defensores de Belgrano | Predio Antonio Carbone      | 5 de mayo | 15:30   |

| Fecha 4                | Fecha 4   | Fecha 4            | Fecha 4                  | Fecha 4    | Fecha 4 |
| Local                  | Resultado | Visitante          | Recinto                  | Fecha      | Hora    |
| ---------------------- | --------- | ------------------ | ------------------------ | ---------- | ------- |
| Lanús                  | 4 - 0     | Atlanta            | Predio Valentín Alsina   | 11 de mayo | 15:00   |
| Defensores de Belgrano | 4 - 0     | Deportivo Armenio  | Estadio Juan Pasquale    | 11 de mayo | 15:30   |
| Atlético Rafaela       | 2 - 1     | All Boys           | Predio Autódromo Rafaela | 12 de mayo | 10:00   |
| Unión                  | 2 - 1     | Deportivo Morón    | Predio La Tatenguita     | 12 de mayo | 14:00   |
| Estudiantes (LP)       | 2 - 0     | Argentinos Juniors | Country City Bell        | 12 de mayo | 15:00   |

| Fecha 5            | Fecha 5   | Fecha 5                | Fecha 5                | Fecha 5    | Fecha 5 |
| Local              | Resultado | Visitante              | Recinto                | Fecha      | Hora    |
| ------------------ | --------- | ---------------------- | ---------------------- | ---------- | ------- |
| Atlanta            | 1 - 2     | Unión                  | Predio Antonio Carbone | 25 de mayo | 11:00   |
| All Boys           | 2 - 1     | Estudiantes LP         | Estadio Islas Malvinas | 25 de mayo | 14:00   |
| Argentinos Juniors | 0 - 0     | Defensores de Belgrano | Predio CEFFA           | 25 de mayo | 14:30   |
| Deportivo Morón    | 2 - 1     | Atlético Rafaela       | Predio Raúl Di Carlo   | 25 de mayo | 14:30   |
| Deportivo Armenio  | 0 - 3     | Lanús                  | Cancha Auxiliar        | 26 de mayo | 15:30   |

| Fecha 6        | Fecha 6   | Fecha 6          | Fecha 6           | Fecha 6     | Fecha 6 |
| Local          | Resultado | Visitante        | Recinto           | Fecha       | Hora    |
| -------------- | --------- | ---------------- | ----------------- | ----------- | ------- |
| Unión          | 3 - 0     | Armenio          |                   | 1° de junio | 10:00   |
| Lanús          | 1 - 2     | Def. de Belgrano |                   | 1° de junio | 13:00   |
| Estudiantes LP | 7 - 0     | Dep. Morón       | Country City Bell | 1° de junio | 15:00   |
| All Boys       | 2 - 0     | Argentinos Jrs.  |                   | 1° de junio | 15:00   |
| Atl. Rafaela   | 1 - 1     | Atlanta          |                   | 1° de junio | 16:00   |

| Fecha 7          | Fecha 7   | Fecha 7        | Fecha 7 | Fecha 7    | Fecha 7 |
| Local            | Resultado | Visitante      | Recinto | Fecha      | Hora    |
| ---------------- | --------- | -------------- | ------- | ---------- | ------- |
| Argentinos Jrs.  | 1 - 2     | Lanús          |         | 8 de junio | 15:00   |
| Dep. Morón       | 0 - 2     | All Boys       |         | 8 de junio | 15:00   |
| Armenio          | 0 - 6     | Atl. Rafaela   |         | 8 de junio | 15:00   |
| Def. de Belgrano | 2 - 0     | Unión          |         | 9 de junio | 15:00   |
| Atlanta          | 0 - 1     | Estudiantes LP |         | 9 de junio | 15:00   |

| Fecha 8        | Fecha 8   | Fecha 8          | Fecha 8           | Fecha 8     | Fecha 8 |
| Local          | Resultado | Visitante        | Recinto           | Fecha       | Hora    |
| -------------- | --------- | ---------------- | ----------------- | ----------- | ------- |
| Estudiantes LP | 8 - 0     | Armenio          | Country City Bell | 15 de junio | 10:00   |
| Unión          | 1 - 1     | Lanús            |                   | 15 de junio | 12:00   |
| Dep. Morón     | 1 - 1     | Argentinos Jrs.  |                   | 15 de junio | 15:00   |
| Atl. Rafaela   | 1 - 3     | Def. de Belgrano |                   | 17 de junio | 15:00   |
| All Boys       | 5 - 0     | Atlanta          |                   | 6 de julio  | 14:00   |

| Fecha 9          | Fecha 9   | Fecha 9        | Fecha 9 | Fecha 9     | Fecha 9 |
| Local            | Resultado | Visitante      | Recinto | Fecha       | Hora    |
| ---------------- | --------- | -------------- | ------- | ----------- | ------- |
| Atlanta          | 1 - 0     | Dep. Morón     |         | 29 de junio | 10:00   |
| Lanús            | 4 - 0     | Atl. Rafaela   |         | 29 de junio | 14:00   |
| Argentinos Jrs.  | 0 - 0     | Unión          |         | 29 de junio | 15:00   |
| Armenio          | 1 - 6     | All Boys       |         | 30 de junio | 10:00   |
| Def. de Belgrano | 1 - 0     | Estudiantes LP |         | 30 de junio | 15:00   |

| Fecha 10         | Fecha 10  | Fecha 10        | Fecha 10               | Fecha 10    | Fecha 10 |
| Local            | Resultado | Visitante       | Recinto                | Fecha       | Hora     |
| ---------------- | --------- | --------------- | ---------------------- | ----------- | -------- |
| Lanús            | 0 - 1     | Estudiantes LP  | Predio Valentín Alsina | 27 de julio | 9:00     |
| Atlanta          | 0 - 0     | Argentinos Jrs. | Predio Antonio Carbone | 27 de julio | 15:00    |
| Def. de Belgrano | 3 - 0     | All Boys        | Estadio Juan Pasquale  | 27 de julio | 15:00    |
| Unión            | 3 - 0     | Atl. Rafaela    | Predio La Tatenguita   | 28 de julio | 11:00    |
| Armenio          | 0 - 1     | Dep. Morón      | Cancha Auxiliar        | 28 de julio | 13:00    |

| Fecha 11        | Fecha 11  | Fecha 11         | Fecha 11               | Fecha 11     | Fecha 11 |
| Local           | Resultado | Visitante        | Recinto                | Fecha        | Hora     |
| --------------- | --------- | ---------------- | ---------------------- | ------------ | -------- |
| Argentinos Jrs. | 1 - 2     | Atl. Rafaela     | Predio CEFFA           | 3 de agosto  | 13:00    |
| Estudiantes LP  | 3 - 0     | Unión            | Country City Bell      | 3 de agosto  | 15:00    |
| All Boys        | 2 - 1     | Lanús            | Estadio Islas Malvinas | 3 de agosto  | 15:00    |
| Atlanta         | 4 - 1     | Armenio          | Estadio León Kolbowsky | 24 de agosto | 11:00    |
| Dep. Morón      | 0 - 3     | Def. de Belgrano | Predio Raúl Di Carlo   | 24 de agosto | 15:00    |

| Fecha 12         | Fecha 12  | Fecha 12        | Fecha 12                 | Fecha 12     | Fecha 12 |
| Local            | Resultado | Visitante       | Recinto                  | Fecha        | Hora     |
| ---------------- | --------- | --------------- | ------------------------ | ------------ | -------- |
| Unión            | 0 - 0     | All Boys        | Predio La Tatenguita     | 10 de agosto | 10:00    |
| Def. de Belgrano | 5 - 0     | Atlanta         | Estadio Juan Pasquale    | 10 de agosto | 11:00    |
| Lanús            | 2 - 0     | Dep. Morón      | Predio Alsina            | 10 de agosto | 14:00    |
| Armenio          | 1 - 1     | Argentinos Jrs. | Cancha Auxiliar          | 10 de agosto | 14:00    |
| Atl. Rafaela     | 3 - 1     | Estudiantes LP  | Estadio Nuevo Monumental | 11 de agosto | 10:00    |

| Fecha 13        | Fecha 13  | Fecha 13         | Fecha 13                       | Fecha 13     | Fecha 13 |
| Local           | Resultado | Visitante        | Recinto                        | Fecha        | Hora     |
| --------------- | --------- | ---------------- | ------------------------------ | ------------ | -------- |
| Argentinos Jrs. | 1 - 0     | Estudiantes LP   | CEFFA                          | 17 de agosto | 14:30    |
| Atlanta         | 1 - 4     | Lanús            | Predio Antonio Carbone         | 17 de agosto | 15:00    |
| Dep. Morón      | 2 - 4     | Unión            | Estadio Nuevo Francisco Urbano | 18 de agosto | 13:00    |
| Armenio         | 1 - 4     | Def. de Belgrano | Cancha Auxiliar                | 18 de agosto | 14:00    |
| All Boys        | 1 - 3     | Atl. Rafaela     | Estadio Malvinas Argentinas    | 18 de agosto | 15:00    |

| Fecha 14         | Fecha 14  | Fecha 14        | Fecha 14                    | Fecha 14         | Fecha 14 |
| Local            | Resultado | Visitante       | Recinto                     | Fecha            | Hora     |
| ---------------- | --------- | --------------- | --------------------------- | ---------------- | -------- |
| Unión            | 4 - 1     | Atlanta         | Predio La Tatenguita        | 31 de agosto     | 11:00    |
| Atl. Rafaela     | 6 - 1     | Dep. Morón      | Predio Autódromo de Rafaela | 1º de septiembre | 11:00    |
| Estudiantes LP   | 5 - 2     | All Boys        | Country City Bell           | 3 de septiembre  | 15:00    |
| Def. de Belgrano | 0 - 0     | Argentinos Jrs. | Estadio Juan Pasquale       | 4 de septiembre  | 15:00    |
| Lanús            | 1 - 1     | Armenio         | Predio Valentín Alsina      | 4 de septiembre  | 15:00    |

| Fecha 15         | Fecha 15  | Fecha 15       | Fecha 15                       | Fecha 15        | Fecha 15 |
| Local            | Resultado | Visitante      | Recinto                        | Fecha           | Hora     |
| ---------------- | --------- | -------------- | ------------------------------ | --------------- | -------- |
| Def. de Belgrano | 3 - 0     | Lanús          | Estadio Juan Pasquale          | 7 de septiembre | 11:00    |
| Argentinos Jrs.  | 2 - 3     | All Boys       | Estadio Diego Armando Maradona | 7 de septiembre | 15:00    |
| Atlanta          | 2 - 5     | Atl. Rafaela   | Predio Antonio Carbone         | 7 de septiembre | 15:00    |
| Dep. Morón       | 0 - 7     | Estudiantes LP | Predio Raúl Di Carlo           | 7 de septiembre | 15:00    |
| Armenio          | 0 - 4     | Unión          | Cancha Auxiliar                | 8 de septiembre | 12:00    |

| Fecha 16       | Fecha 16  | Fecha 16         | Fecha 16               | Fecha 16         | Fecha 16 |
| Local          | Resultado | Visitante        | Recinto                | Fecha            | Hora     |
| -------------- | --------- | ---------------- | ---------------------- | ---------------- | -------- |
| Unión          | 1 - 1     | Def. de Belgrano | Predio La Tatenguita   | 14 de septiembre | 11:00    |
| Lanús          | 2 - 0     | Argentinos Jrs.  | Predio Valentín Alsina | 14 de septiembre | 12:00    |
| Estudiantes LP | 2 - 0     | Atlanta          | Country City Bell      | 14 de septiembre | 15:00    |
| All Boys       | 1 - 0     | Dep. Morón       | Estadio Islas Malvinas | 14 de septiembre | 15:00    |
| Atl. Rafaela   | 1 - 0     | Armenio          |                        |                  |          |

| Fecha 17         | Fecha 17  | Fecha 17       | Fecha 17               | Fecha 17         | Fecha 17 |
| Local            | Resultado | Visitante      | Recinto                | Fecha            | Hora     |
| ---------------- | --------- | -------------- | ---------------------- | ---------------- | -------- |
| Lanús            | 1 - 1     | Unión          | Predio Valentín Alsina | 21 de septiembre | 11:00    |
| Argentinos Jrs.  | 1 - 0     | Dep. Morón     | Predio CEFFA           | 21 de septiembre | 15:00    |
| Atlanta          | 1 - 3     | All Boys       | Predio Antonio Carbone | 21 de septiembre | 15:00    |
| Def. de Belgrano | 1 - 0     | Atl. Rafaela   | Estadio Juan Pasquale  | 21 de septiembre | 15:00    |
| Armenio          | 2 - 3     | Estudiantes LP | Cancha Auxiliar        | 22 de septiembre | 15:00    |

| Fecha 18       | Fecha 18  | Fecha 18         | Fecha 18                       | Fecha 18         | Fecha 18 |
| Local          | Resultado | Visitante        | Recinto                        | Fecha            | Hora     |
| -------------- | --------- | ---------------- | ------------------------------ | ---------------- | -------- |
| All Boys       | 7 - 0     | Armenio          | Estadio Islas Malvinas         | 28 de septiembre | 15:00    |
| Estudiantes LP | 0 - 1     | Def. de Belgrano | Country City Bell              | 28 de septiembre | 15:00    |
| Unión          | 3 - 2     | Argentinos Jrs.  | Predio La Tatenguita           | 28 de septiembre | 15:00    |
| Atl. Rafaela   | 2 - 2     | Lanús            | Predio Autódromo de Rafaela    | 28 de septiembre | 15:00    |
| Dep. Morón     | 1 - 1     | Atlanta          | Estadio Nuevo Francisco Urbano | 28 de septiembre | 15:00    |

## Final por el primer ascenso
Lo disputarán los equipos que se encuentren 1º de la Zona A y 1º de la Zona B. Se disputará a ida y vuelta actuando como local en el segundo partido el equipo mejor ubicado en promedio partido jugado por puntos obtenidos. En caso de empate, se definirá por penales. El ganador ascenderá a la Primera División A 2025.
| Orden | Equipo                 | Prom. |
| ----- | ---------------------- | ----- |
| 1     | Talleres (C)           | 3.000 |
| 2     | Defensores de Belgrano | 2.666 |

### Final ida
| 5 de octubre 15:00hs | Def. de Belgrano | 0 - 3 | Talleres (C)                                        | Estadio Juan Pasquale, Ciudad Autónoma de Buenos Aires |  |
|                      |                  |       | Eliana Capdevila · Fiama Silva (p) · Pilar Cepeda · |                                                        |  |

### Final vuelta
| 19 de octubre 17:00hs | Talleres (C) | 0 - 0 | Def. de Belgrano | Estadio La Boutique, Córdoba |  |

## Desempate por el 3er descenso
Sumado a los últimos equipos de cada zona, los anteúltimos se enfrentarán así en partido ida y vuelta actuando como local en el segundo partido el equipo que tenga mejor promedio de partidos jugados por puntos obtenidos. En caso de empate, se definirá por penales. El perdedor descenderá a la Primera División C 2025.
| Orden | Equipo            | Prom. |
| ----- | ----------------- | ----- |
| 1     | Deportivo Morón   | 0.611 |
| 2     | Deportivo Español | 0.600 |

### Partido ida
| 5 de octubre 15:00hs | Deportivo Español               | 2 - 1 | Deportivo Morón | Auxiliar Estadio Nueva España, Ciudad Autónoma de Buenos Aires |  |
|                      | Ana Paula Seño · Yazmín Morilla |       | Ivana Gervan ·  |                                                                |  |

### Partido vuelta
| 19 de octubre, 15:00hs | Deportivo Morón                                                 | 4 - 0 | Deportivo Español | Predio Raúl Di Carlo, Morón, Buenos Aires |  |
|                        | Analía Cuba Insfrán · Ivana Gervan · Marisa López · Rocío Oliva |       |                   |                                           |  |

## Torneo reducido por el segundo ascenso
Lo disputarán los equipos que se encuentren entre la 2º y 7ª posición de la Zona A y B más el equipo que resulte perdedor de la final por el primer ascenso. En todas las instancias se jugarán partidos ida y vuelta siendo local en el segundo encuentro el mejor posicionado. En caso de empate, se definirá por penales.

### Primera Ronda
Se enfrentarán el 2º Zona A vs. 7º Zona B; 3º Zona A vs. 6º Zona B; 4º Zona A vs. 5º Zona B; 5º Zona A vs. 4º Zona B; 6º Zona A vs. 3º Zona B; 7º Zona A vs. 2º Zona B.

#### Partidos
| 5 de octubre 15:00hs | Argentinos Juniors                                 | 3 - 0 | Sarmiento | CEFFA, Ciudad Autónoma de Buenos Aires |  |
|                      | Sofía Gómez · Guadalupe Lazos · Lara de Faveri (p) |       |           |                                        |  |

| 20 de octubre, 15:00hs | Sarmiento       | 1 - 1 | Argentinos Juniors    | Estadio Eva Perón, Junín, Buenos Aires |  |
|                        | Danna Acevedo · |       | Noelia Varela (e/c) · |                                        |  |

| 5 de octubre 15:00hs | Atlético Rafaela | 0 - 3 | Vélez Sarsfield                                        | Predio Autódromo de Rafaela, Rafaela |  |
|                      |                  |       | Evelyn Estigarribia · Alicia Jerez · Fernanda Grecco · |                                      |  |

| 19 de octubre 11:00hs | Vélez Sarsfield                                                                                 | 7 - 0 | Atlético Rafaela | Villa Olímpica, Ituzaingó, Buenos Aires |  |
|                       | Fernanda Grecco · Maite Perazzo · Delfina Beccacece · Florencia Rodriguez · Evelyn Estigarribia |       |                  |                                         |  |

| 6 de octubre 15:00hs | All Boys                  | 1 - 0 | Camioneros | Estadio Islas Malvinas, Ciudad Autónoma de Buenos Aires |  |
|                      | Florencia Gutierrez (e/c) |       |            |                                                         |  |

| 19 de octubre, 15:00hs | Camioneros                       | 2 - 2 | All Boys                      | Predio Camioneros, Esteban Echeverría, Buenos Aires |  |
|                        | Belén Aurellana · Laura Romero · |       | Rocío Rossi · Agustina Donato |                                                     |  |

| 5 de octubre 15:00hs | El Porvenir       | 1 - 0 | Lanús | Estadio Gildo Ghersinich, Gerli |  |
|                      | Fernanda Grecco · |       |       |                                 |  |

| 19 de octubre, 15:00hs | Lanús            | 1 - 0 (2 - 3 p.) | El Porvenir | Predio Valentín Alsina, Valentín Alsina, Buenos Aires |  |
|                        | Magaly Badilla · |                  |             |                                                       |  |

| 5 de octubre 15:00hs | San Miguel | 0 - 2 | Estudiantes (LP)                | Estadio Malvinas Argentinas, Los Polvorines |  |
|                      |            |       | Liliana Flores · Liliana Flores |                                             |  |

| 19 de octubre, 15:00hs | Estudiantes (LP)              | 2 - 0 | San Miguel | Country City Bell, City Bell, Buenos Aires |  |
|                        | Erika Pérez · Milagros Cortés |       |            |                                            |  |

| 6 de octubre 11:00hs | Defensa y Justicia | 0 - 0 | Unión (SF) | Predio Campeones del Mundo, Bosques |  |

| 20 de octubre, 11:00hs | Unión (SF)                    | 3 - 0 | Defensa y Justicia | Predio La Tatenguita, Santa Fé, Santa Fé |  |
|                        | Melina Reus · Emilse Albornos |       |                    |                                          |  |

### Segunda Ronda
Se conformará una Tabla general de posiciones teniendo en cuenta en primer lugar la posición en su respectiva zona y luego promedio de puntos (puntos obtenidos por partidos disputados). Se enfrentarán 1º vs. 6º; 2º vs. 5º; 3º vs. 4º.

#### Tabla de ordenamiento
| Orden | Equipo             | Pos. |
| ----- | ------------------ | ---- |
| 1     | Unión (SF)         | 3.º  |
| 2     | Estudiantes (LP)   | 4.º  |
| 3     | Vélez Sarsfield    | 6.º  |
| 4     | El Porvenir        | 8.º  |
| 5     | All Boys           | 9.º  |
| 6     | Argentinos Juniors | 14.º |

#### Partidos
| 26 de octubre, 15:00hs | Argentinos Juniors | 0 - 1 | Unión (SF)  | CEFFA, Ciudad Autónoma de Buenos Aires |  |
|                        |                    |       | Melina Reus |                                        |  |

| 2 de noviembre, 15:00hs | Unión (SF)  | 1 - 0 | Argentinos Juniors | Predio La Tatenguita, Santa Fé, Santa Fé |  |
|                         | Melina Reus |       |                    |                                          |  |

| 26 de octubre, 15:00hs | All Boys | 0 - 2 | Estudiantes (LP)                | Estadio Islas Malvinas, Ciudad Autónoma de Buenos Aires |  |
|                        |          |       | Camila Gomensoro · Sheila Otero |                                                         |  |

| 2 de noviembre, 15:00hs | Estudiantes (LP)           | 2 - 1 | All Boys      | Country City Bell, City Bell, Buenos Aires |  |
|                         | Rocío Socci · Rocío Correa |       | Sofía Carraro |                                            |  |

| 27 de octubre, 11:00hs | El Porvenir                     | 2 - 0 | Vélez Sarsfield | Estadio Gildo Ghersinich, Gerli, Buenos Aires |  |
|                        | Karen Alvariza · Liz Leguizamón |       |                 |                                               |  |

| 2 de noviembre, 11:00hs | Vélez Sarsfield                                                               | 4 - 0 | El Porvenir | Villa Olímpica, Ituzaingó, Buenos Aires |  |
|                         | Evelyn Estigarribia · Fernanda Grecco · Valentina Cardozo · María Luz Nespoli |       |             |                                         |  |

### Semifinales
Se sumará el perdedor de la Final por el primer ascenso. Teniendo en cuenta la Tabla general de posiciones se enfrentarán 1º (perdedor de la final) vs. 4º; 2º vs. 3º.

#### Tabla de ordenamiento
| Orden | Equipo                 | Pos. |
| ----- | ---------------------- | ---- |
| 1     | Defensores de Belgrano | 2.º  |
| 2     | Unión (SF)             | 3.º  |
| 3     | Estudiantes (LP)       | 4.º  |
| 4     | Vélez Sarsfield        | 6.º  |

#### Partidos
| 9 de noviembre, 17:30hs | Vélez Sarsfield     | 1 - 2 | Defensores de Belgrano         | Villa Olímpìca, Ituzaingó, Buenos Aires |  |
|                         | Evelyn Estigarribia |       | Zoe Martinez · Amanda Da Silva |                                         |  |

|  | Defensores de Belgrano | 0 - 4 | Vélez Sarsfield |  |  |

| 9 de noviembre, 15:00hs | Estudiantes (LP) | 1 - 1 | Unión (SF)      | Country City Bell, City Bell, Buenos Aires |  |
|                         | Rocío Correa     |       | Emilse Albornos |                                            |  |

|  | Unión (SF) | 0 - 3 | Estudiantes (LP) |  |  |

### Final
Los dos ganadores se enfrentarán entre sí y el equipo vencedor será el ganador del Torneo Reducido y ascenderá a la Primera División A 2025.

#### Tabla de ordenamiento
| Orden | Equipo           | Pos. |
| ----- | ---------------- | ---- |
| 1     | Estudiantes (LP) | 4.º  |
| 2     | Vélez Sarsfield  | 6.º  |

#### Partidos
|  | Vélez Sarsfield | 1 - 1 | Estudiantes (LP) | Villa Olímpica, Ituzaingó, Buenos Aires |  |

|  | Estudiantes (LP) | 1 - 1 (2 - 4 p.) | Vélez Sarsfield |  |  |

## Goleadoras
| Jugadora         | Equipo                 | Goles |
| ---------------- | ---------------------- | ----- |
| Eliana Capdevila | Talleres (C)           | 27    |
| Fernanda Grecco  | Vélez Sarsfield        | 18    |
| Morena Iraola    | Camioneros             | 17    |
| Abril Castro     | San Miguel             | 13    |
| Melina Reus      | Unión (SF)             | 12    |
| Julia Pestarino  | All Boys               | 11    |
| Amanda Da Silva  | Defensores de Belgrano | 11    |
| Juana Souto      | Defensores de Belgrano | 10    |
| Brisa Jara       | Talleres (C)           | 10    |
| Liliana Flores   | Estudiantes (LP)       | 10    |